# Норвегия на Европейских играх 2015
Норвегия на I Европейских играх, которые прошли в июне 2015 года в столице Азербайджана, в городе Баку, была представлена 57 спортсменами в 14 видах спорта..

## Награды

### Бронза
| Бронза |                  |                                           |
| #      | Спортсмены       | Вид спорта (дисциплина)                   |
| 1      | Грейс Буллен     | Борьба (женщины, до 58 кг)                |
| 2      | Бартош Пьясецкий | Фехтование (индивидуальная шпага,мужчины) |

## Состав команды
Борьба
Греко-римская борьба
- Феликс Бальдёуф
- Стиг Андре Берге
- Петтер Карлсен
- Мариус Томмесен
- Расмус Хьёэрстад

Велоспорт
 Велоспорт-маунтинбайк
- Сондре Кристиансен

 Триатлон
- Кристиан Блумменфельт
- Густав Иден
- Лотте Миллер

## Результаты

### Борьба
В соревнованиях по борьбе разыгрывалось 24 комплекта наград. По 8 у мужчин и женщин в вольной борьбе и 8 в греко-римской. Турнир проходил по олимпийской системе с выбыванием. В утешительный раунд попадали участники, проигравшие в своих поединках будущим финалистам соревнований. Каждый поединок состоит из двух раундов по 3 минуты, победителем становится спортсмен, набравший большее количество баллов. По окончании схватки, в зависимости от результатов в каждом из раундов спортсменам начисляются классификационные очки.
Мужчины
Греко-римская борьба
Легенда: 

VT — победа на туше; 

PP — победа по очкам с техническим баллом у проигравшего; 

PO — победа по очкам без технического балла у проигравшего; 

SP — техническое превосходство, победа по очкам с разницей более, чем в 6 баллов с техническим баллом у проигравшего; 

ST — техническое превосходство, победа по очкам с разницей более, чем в 6 баллов без технического балла у проигравшего; 

| Соревнование | Спортсмены       | Первый раунд                    | 1/8 финала                    | Четвертьфинал                | Полуфинал            | Финал                | Место |
| Соревнование | Спортсмены       | Соперник Результат              | Соперник Результат            | Соперник Результат           | Соперник Результат   | Соперник Результат   | Место |
| ------------ | ---------------- | ------------------------------- | ----------------------------- | ---------------------------- | -------------------- | -------------------- | ----- |
| до 59 кг     | Стиг Андре Берге | Не участвовал                   | Д. Кочар (SLO) В 4:0 (ST)     | Э. Мухтаров (AZE) П 1:3 (PP) | Завершил выступление | Завершил выступление | 9     |
| до 66 кг     | Мариус Томмесен  | А. Максимович (SRB) П 0:3 (PO)  | Завершил выступление          | Завершил выступление         | Завершил выступление | Завершил выступление | 24    |
| до 71 кг     | Петтер Карлсен   | не участвовал                   | М. Цулукидзе (GEO) П 1:3 (PP) | Завершил выступление         | Завершил выступление | Завершил выступление | 12    |
| до 85 кг     | Расмус Хьёэрстад | Н. Байряков (BUL) В 3:1 (PP)    | М. Басар (TUR) П 0:3 (PO)     | Завершил выступление         | Завершил выступление | Завершил выступление | 10    |
| до 98 кг     | Феликс Бальдёуф  | В. Лауринайтис (LTU) П 0:5 (VT) | Завершил выступление          | Завершил выступление         | Завершил выступление | Завершил выступление | 15    |

### Велоспорт

#### Маунтинбайк
Соревнования по маунтинбайку проводилились в построенном специально для игр велопарке. Дистанция у мужчин составляла 36,7 км, а у женщин 27,9 км.
Мужчины
| Соревнование | Спортсмены         | Результат | Место | Отставание |
| ------------ | ------------------ | --------- | ----- | ---------- |
| Кросс-кантри | Сондре Кристиансен | LAP       | —     | —          |

### Гребля на байдарках и каноэ
Соревнования по гребле на байдарках и каноэ проходили в городе Мингечевир на базе олимпийского учебно-спортивного центра «Кюр». Разыгрывалось 15 комплектов наград. В каждой дисциплине соревнования проходили в три этапа: предварительный раунд, полуфинал и финал.
| Соревнование     | Спортсмены     | Предварительный раунд | Предварительный раунд | Предварительный раунд | Полуфинал | Полуфинал | Полуфинал | Финал                | Финал                | Итоговое место       |
| Соревнование     | Спортсмены     | Заплыв                | Время                 | Место                 | Заплыв    | Время     | Место     | Время                | Место                | Итоговое место       |
| ---------------- | -------------- | --------------------- | --------------------- | --------------------- | --------- | --------- | --------- | -------------------- | -------------------- | -------------------- |
| K-1, 1000 метров | Даниэль Сальбу | 2                     | 3:43,027 (q)          | 7                     | 1         | 3:32,590  | 8         | Завершил выступление | Завершил выступление | Завершил выступление |

### Триатлон
Соревнования по триатлону состояли из 3 этапов — плавание (1,5 км), велоспорт (40 км), бег (9,945 км).
Мужчины
| Соревнование | Спортсмены            | Плавание | Смена | Велоспорт | Смена | Бег   | Итоговое время | Место | Отставание |
| ------------ | --------------------- | -------- | ----- | --------- | ----- | ----- | -------------- | ----- | ---------- |
| Мужчины      | Кристиан Блумменфельт | 19:26    | 0:46  | 57:27     | 0:29  | 32:35 | 1:50:43        | 14    | +2:12      |
| Мужчины      | Густав Иден           | 20:53    | 0:48  | 1:02:55   | 0:24  | DNF   | —              | —     | —          |

Женщины
| Соревнование | Спортсмены   | Плавание | Смена | Велоспорт | Смена | Бег   | Итоговое время | Место | Отставание |
| ------------ | ------------ | -------- | ----- | --------- | ----- | ----- | -------------- | ----- | ---------- |
| Женщины      | Лотте Миллер | 21:47    | 0:49  | 1:05:20   | 0:32  | 38:11 | 2:06:39        | 20    | +6:11      |